# 독버섯 (래퍼)
독버섯은 대한민국의 래퍼다.

## 방송
- 수퍼비의 랩 학원 (2019) - Top24

## 음반
- Apollo (2022)
- 뭐라고? (2023)
- Broke Boys (2023)

## 기타
- Lil ChillE <가라고> 참여 (2023)